# قائمة الدول حسب صناديق الثروة السيادية
هذه قائمة الدول حسب صناديق الثروة السيادية وهو الصندوق المملوك من قبل الدولة، ويتكون من أصول مثل الأراضي، أو الأسهم، أو السندات أو أجهزة استثمارية أخرى. ومن الممكن وصف هذه الصناديق ككيانات تدير فوائض الدولة من أجل الاستثمار.
https://arabic.cnn.com/business/article/2022/03/24/top-sovereign-wealth-fund-2022-infographic
| الترتيب | الدولة                   | الصناديق | الأصول مليار دولار | المصدر                                       |
| ------- | ------------------------ | --- | ------------------ | -------------------------------------------- |
| 1       | الصين                    | صندوق التنمية الصيني الأفريقي / مؤسسة الاستثمار الصينية / NSSF / إدارة الدولة للنقد الأجنبي                                                                                              | 2,244.4            | السلع غير الأساسية                           |
| 2       | النرويج                  | الصندوق التقاعدي الحكومي النرويجي | 1٫400              | النفط                                        |
| 3       | الإمارات العربية المتحدة | جهاز أبوظبي للاستثمار / مجلس أبوظبي للاستثمار / هيئة الإمارات للاستثمار / مؤسسة دبي للاستثمارات الحكومية / شركة الاستثمارات البترولية الدولية / شركة مبادلة للتنمية / القابضة إيه دي كيو | 1,363              | النفط                                        |
| 4       | السعودية                 | صندوق الاستثمارات العامة | 1,000              | النفط / الغاز                                |
| 5       | سنغافورة                 | جي اي سي / تماسيك القابضة | 764٫0              | السلع غير الأساسية                           |
| 6       | الكويت                   | الهيئة العامة للاستثمار | 1٬029              | النفط                                        |
| 7       | قطر                      | جهاز قطر للاستثمار | 320٫0              | النفط / الغاز                                |
| 8       | أستراليا                 | AFF / WAFF | 297                | السلع غير الأساسية                           |
| 9       | تركيا                    | صندوق الثروة السيادية التركية | 240                | السلع غير الأساسية                           |
| 10      | روسيا                    | صندوق الثروة القومي الروسي/ RRF / RDIF | 178٫38             | النفط / الغاز                                |
| 11      | الولايات المتحدة         | SSTF / صندوق ألاسكا الدائم / NMSIC / PWMTF / SIFTO / IEFIB PSF / PUF / ATF / NDLF / LEQTF / CSF** / WVFF                                                                                 | 158٫95             | الغاز / المعادن / السلع غير الأساسية / النفط |
| 12      | كوريا الجنوبية           | KIC | 157٫3              | السلع غير الأساسية                           |
| 13      | كازاخستان                | صندوق كازاخستان الوطني | 127٫6              | النفط                                        |
| 14      | إيران                    | OSF | 91٫0               | النفط                                        |
| 15      | كندا                     | AIMCO | 86٫3               | النفط                                        |
| 16      | ليبيا                    | المؤسسة الليبية للاستثمار | 66٫0               | النفط / الغاز                                |
| 17      | بروناي                   | وكالة استثمار بروناي | 60٫0               | النفط                                        |
| 18      | أذربيجان                 | SOF | 42,4               | النفط                                        |
| 19      | إندونيسيا                | GIU | 40٫3               | السلع غير الأساسية                           |
| 20      | الجزائر                  | RRF | 38٫5               | النفط                                        |
| 21      | ماليزيا                  | KN | 34٫9               | السلع غير الأساسية / النفط                   |
| 22      | فرنسا                    | بنك الاستثمارات العامة | 33                 | السلع غير الأساسية                           |
| 23      | تشيلي                    | SESF | 24٫1               | النحاس                                       |
| 24      | عُمان                     | OIF / صندوق الاحتياطي العام للدولة | 24٫0               | الغاز / النفط                                |
| 25      | نيوزيلندا                | NZSF | 22٫7               | السلع غير الأساسية                           |
| 26      | البحرين                  | MHC | 18٫6               | النفط                                        |
| 27      | تيمور الشرقية            | TLPF | 16٫6               | الغاز / النفط                                |
| 28      | جمهورية أيرلندا          | NPRF | 8٫5                | السلع غير الأساسية                           |
| 30      | العراق                   | الصندوق العراقي للتمنية الخارجية | 8,1                | النفط                                        |
| 31      | بيرو                     | FSF (or FEF) | 7,9                | السلع غير الأساسية                           |
| 32      | البرازيل                 | الصندوق السيادي للبرازيل | 7٫3                | السلع غير الأساسية                           |
| 33      | المكسيك                  | ORSFM | 6,0                | النفط                                        |
| 34      | بوتسوانا                 | PF | 5٫3                | الألماس / المعادن                            |
| 35      | ترينيداد وتوباغو         | HSF | 5٫5                | النفط                                        |
| 36      | أنغولا                   | FSDEA | 5                  | النفط                                        |
| 37      | المغرب                   | اثمار كابيتال | 4.3                | السلع غير الأساسية                           |
| 38      | الهند                    | NIIF | 3,8                | السلع غير الأساسية                           |
| 39      | كولومبيا                 | CSSF | 3,5                | النفط / المعادن                              |
| 40      | نيجيريا                  | ECA | 2٫9                | النفط                                        |
| 41      | بلجيكا                   | Federal Holding and Investment Company | 2٫7                | السلع غير الاساسية                           |
| 42      | بنما                     | FAP | 1,2                | السلع غير الأساسية                           |
| 43      | بوليفيا                  | FINPRO | 1,2                | السلع غير الأساسية                           |
| 44      | السنغال                  | SSIF - FONSIS | 1,0                | السلع غير الأساسية                           |
| 45      | كيريباتي                 | RERF | 0٫9                | الفوسفات                                     |
| 46      | فلسطين المحتلة           | PIF | 0,8                | السلع غير الأساسية                           |
| 47      | فنزويلا                  | FEM | 0٫8                | النفط                                        |
| 48      | مصر                      | صندوق مصر السيادي | 0٫6                | مصادر مختلفة                                 |
| 49      | فيتنام                   | SCIC | 0٫5                | السلع غير الأساسية                           |
| 50      | غانا                     | GPF | 0,45               | النفط                                        |
| 51      | الغابون                  | GSWF | 0,4                | النفط                                        |
| 52      | موريتانيا                | NFHR | 0٫3                | الغاز / النفط                                |
| 53      | منغوليا                  | FSF | 0,3                | المعادن                                      |
| 54      | غينيا الاستوائية         | FFG | 0.162              | النفط                                        |